# Historické centrum Jaroslavle
Historické centrum Jaroslavle je klasicistní urbanistický celek, zanesený na seznam světového dědictví UNESCO. Jedná se o prostor vymezený přibližně ulicemi Sobinova a Flotskaja a řekami Kotorosl a Volha, které se zde slévají. Tato městská památková rezervace je považována za vynikající příklad urbanistického plánování na základě reformy Kateřiny II. Veliké z roku 1763.

## Urbanistický plán
Regulační plán výstavby města vypracoval ruský architekt Ivan Starov v souvislosti s urbanistickou reformou Kateřiny II. Veliké z roku 1763. Tato reforma neměla svým rozměrem v Evropě obdoby, neboť proměnila vzhled prakticky všech měst Ruského impéria v souladu s racionalistickými ideály osvícenství.
Středem nového urbanistického konceptu se stal chrám Proroka Eliáše (1650), vystavěný poblíž řeky Volhy. Areál nového centra byl očištěn od starých dřevěných budov. Před chrámem Proroka Eliáše vzniklo půlkruhové náměstí, typické pro ruský klasicismus, které bylo obestavěno veřejnými budovami. Dnes toto náměstí nese název Sovětské. K tomuto bodu se potom radiálně sbíhají hlavní ulice jako Ugličskaja, Rožděstvěnskaja, Probojnaja.
Vzniklo tak přehledné radiální uspořádání, díky kterému lze celé centrum přehlédnout ze zvonice Spaso-preobraženského kláštera. Nová zástavba je pravidelná a symetrická, harmonicky však v sobě zahrnuje i starší objekty. Není ovšem až tak stroze pravidelná jako například centrum nedaleké Kostromy.
|                                                 |  |                         |  |
| Urbanistický plán centra Jaroslavle z roku 1799 |  | Plán centra z roku 1876 |  |

## Význam
Mezinárodní rada pro památky a sídla doporučila zápis historického centra Jaroslavle na seznam světového dědictví zejména kvůli souměrnosti a harmoničnosti zástavby. Dvou a třípatrové budovy tvoří dostatečně široké ulice osázené zelení, které ústí na prostorná náměstí. Přitom byly do nového plánu harmonicky zahrnuty i starší chrámy a věže, které se v nové zástavbě staly vizuálními a kompozičními dominantami.
Jako další důvody ve svém dokumentu rada uvádí:
- Jaroslavl se odlišuje od jiných ruských měst tím, že rozvoj průmyslu se centrální části města dotkl jen málo.
- Nehledě na značné poškození za Sovětského svazu, Jaroslavl utrpěla menší škody než jiná ruská města podobné velikosti a významu. Nových budov v centru vzniklo relativně málo. Netknuté se také zachovaly břehy Kotoroslu a jeho ostrovy. Říční přístaviště z 80. let 20. století celkový vzhled Volžského nábřeží nepoškodilo.
- Celkově byla při výstavbě v centru města ve 20. století tendence chránit historicko-architektonické dědictví. V nárazníkové zóně výška nových budov nepřevyšuje 14-17 metrů.[1]

### Kritéria pro zápis na seznam světového dědictví
- Kritérium II: Historické centrum Jaroslavle s chrámy z 17. století, se svým klasicistním radiálním urbanistickým plánem a občanskou zástavbou je vynikajícím příkladem vzájemného kulturního a architektonického ovlivňování mezi západní Evropou a Ruským impériem.

- Kritérium IV: Historické centrum města Jaroslavl je výborným dokladem urbanistické reformy nařízené carevnou Kateřinou Velikou, jež byla v Rusku zaváděna v letech 1763 až 1830.[2]

## Jednotlivé památky
Areál zanesený na seznam UNESCO zabírá asi 110 ha a nachází se na něm 140 objektů zvlášť chráněných státem. Kulturní dědictví však není tvořeno pouze jednotlivými objekty, ale i architektonickými celky jednotlivých ulic, náměstí a nábřeží.
Ruská komise pro UNESCO považuje za nejvýznamnější následující objekty:
|   | Název                       | Postaveno              | Obrázek | Poznámka |
| - | --------------------------- | ---------------------- | ------- | --- |
| 1 | Nábřeží Volhy               | 1825-1835              |         | 2,7 km dlouhé dvouúrovňové nábřeží na pravém břehu řeky Volhy, zbudované v letech 1825-1835 na popud cara Alexandra I. Pavloviče, který při návštěvě města projevil nespokojenost se vzhledem říčního břehu. |
|   | Sídlo metropolity           | konec 17. stol.        |         | Jedna z nejstarších obytných budov v Jaroslavli, vystavěna na konci 17. století jako rezidence metropolity rostovského a jaroslavského Iony Sysojeviče. Dvoupatrová kamenná budova se dvěma křídly zahrnuje kromě hospodářských prostor také domácí kapli Leontýna Rostovského. Při protibolševickém povstání roku 1918 byla budova značně poničena, restaurace však proběhla již ve 20. letech. Dnes budova slouží jako muzeum staroruského umění.                |
|   | Volžská věž                 | 1658-1669              |         | Jedna ze dvou dochovaných věží původního jaroslavského opevnění. Vystavěna byla v letech 1658-1669. Původní dřevěná jehlanovitá střecha shořela roku 1711, v polovině 19. století byla věž zvýšena o jedno patro. V současnosti je zde provozována kavárna. |
| 2 | Areál Gubernátorského domu  | 19. století            |         | Nejstarší část pochází ze 20. let 20. století. Až do roku 1917 zde sídlili jaroslavští gubernátoři, kterých se zde vystřídalo celkem 17. Od roku 1970 zde sídlí Jaroslavské umělecké muzeum. Při rekonstrukci na počátku 21. století byla odhalena tajná chodba, vedoucí z Gubernátorského domu na nábřeží Volhy. |
| 3 | Sovětské náměstí            | 18. století            |         | Původně Eliášovo náměstí (podle chrámu proroka Eliáše, který tvoří dominantu náměstí), v rámci nové urbanistické koncepce se stalo centrálním náměstím Jaroslavle, na kterém se paprskovitě sbíhají hlavní ulice. Roku 1918 bylo přejmenováno na Sovětské, neboť zde sídlil Sovět (rada) zástupců dělníků a rolníků Jaroslavské gubernie. V 80. letech získalo náměstí druhou dominantu, administrativní budovu, v níž dnes sídlí správa Jaroslavské oblasti.      |
|   | Chrám proroka Eliáše        | polovina 17. stol.     |         | Tento chrám z poloviny 17. století byl při tvorbě nového klasicistního urbanistického plánu Ivana Starova vybrán za středobod Eliášova náměstí, do kterého se sbíhají hlavní městské ulice. Za časů SSSR sloužil jako muzeum ateismu, dnes se zde opět konají pravidelné bohoslužby. |
| 4 | Volkovo náměstí             | 18. století            |         | |
|   | Vlasjevská věž              | 1658-1659              |         | Druhá dochovaná věž původního jaroslavského opevnění. Vystavěna byla na místě původní dřevěné věže z 16. století, která shořela. Roku 1779 byl k věži přistavěn Znamenský chrám a 1796 z druhé strany budova banky (dnes patří Jaroslavské státní univerzitě). |
|   | Volkovovo městské divadlo   | 1911                   |         | Volkovovo ruské státní akademické činoherní divadlo je nejstarším činoherním divadlem v Rusku, založeným již roku 1750. První budova na stávajícím místě byla vystavěna roku 1840, roku 1880 byla nahrazena větší budovou, kterou nakonec roku 1911 nahradil stávající objekt. |
| 5 | Ulice Ušinského             | 18. století            |         | 600 m dlouhá ulice vznikla v rámci realizace nového urbanistického plánu. Její původní název byl Střelecká (kdysi zde bylo sídlo střeleckého pluku), od roku 1918 Rudá. Současný název získala roku 1946 po zakladateli ruské pedagogiky Konstantinu Ušinském, který v letech 1846-1849 vyučoval na místním lyceu. |
|   | Hostinec Pasáž              | 19. století            |         | Původně obytný dům z 18. století, který prošel v 19. století několika velkými přestavbami, naposledy kupcem Volkovem, který z něj udělal hostinec. |
|   | Sídlo Vachramějeva          | přelom 19. a 20. stol. |         | Výborný příklad provinciální ruské secese, vystavěný na přelomu 19. a 20. století místním podnikatelem, archeografem, historikem a sběratelem Ivanem Vachramějevem. |
|   | Sídlo Sorokina              | 30. léta 19. stol.     |         | Sídlo kupce a továrníka Sergeje Sorokina, v Jaroslavli běžně zvané „dům se lvy“. Je to jedna z nejstarších civilních kamenných staveb ve městě, pochází z poloviny 18. století, tedy ještě z doby před realizací urbanistického plánu. Současný vzhled však získala až ve 30. letech 19. století při kompletní přestavbě novým vlastníkem Sorokinem. Na počátku 21. století se budova nacházela v dezolátním stavu, roku 2015 byla dokončena kompletní restaurace. |
| 6 | Spaso-preobraženský klášter | 12. - 19. stol.        |         | Původně pravoslavný klášter, od roku 1787 sloužily objekty jako sídlo jaroslavského archijereje, dnes je zde muzeum. Po staletí byl důležitým duchovním, kulturním a ekonomickým centrem. Právě zde byla nalezena jedna z nejvýznamnějších památek staroruské literatury, Slovo o pluku Igorově. |
| 7 | Chrám Zjevení Páně          | 1684-1693              |         | Pravoslavný chrám, vystavěný v letech 1684-1693 na náklady kupce Alexeje Zubčaninova. Nachází se na stejnojmenném náměstí. |
| 8 | Tržnice                     | 1813-1818              |         | Tržnice na Prvomájové ulici byla vystavěna v letech 1813-1818 na místě dosavadního trhového náměstí. Městská rada tím chtěla zlepšit podmínky domácím i přespolním kupcům a podpořit tak rozvoj obchodu. Z původního komplexu se však mnoho nedochovalo. Nejdříve byla roku 1911 nahrazena zchátralá severní část. Jižní část byla silně poškozena roku 1918, byla proto rozebrána a na jejím místě byla ve 30. letech postavena banka.                            |
| 9 | Bývalý dům Duchovní správy  | poč. 20. stol.         |         | |

## Ohrožení
Na zasedání komise UNESCO roku 2009 účastníci uvažovali o výstavbě kopie chrámu Zesnutí přesvaté Bohorodice na Strelce, odstřeleného roku 1937. Později padnul dokonce návrh na zanesení Historického centra Jaroslavle na Seznam světového dědictví v ohrožení, návrh však nakonec nebyl přijat, ačkoliv byl chrám roku 2010 dokončen.